# 호노하라촌 (미에현)
호노하라촌(穂原村)은 미에현 와타라이군에 있던 촌이다. 현재의 미나미이세정 동부, 고카쇼만의 서쪽 해안에 해당한다.

## 역사
- 1889년 4월 1일 - 정촌제 시행에 의해 와타라이군 호노하라촌이 성립하였다.
- 1955년 2월 11일 - 고카쇼정, 미나미촌, 슈쿠타소촌, 가미하라촌의 일부와 합병해 난세이정이 성립하여, 동일 호노하라촌은 폐지되었다.

## 교통

### 도로
- 미에현 도로 고카쇼 요시쓰선

## 참고문헌
- 地名情報室『市町村名変遷辞典 三訂版』東京堂出版、2000年 ISBN 4-490-10532-0
- 南勢町誌編さん委員会『南勢町誌』南勢町、1985年
- 「角川日本地名大辞典」編纂委員会『角川日本地名大辞典 24 三重県』角川書店、1983年